# Мечешу-де-Сус
Мечешу-де-Сус (рум. Măceșu de Sus) — комуна у повіті Долж в Румунії. До складу комуни входить єдине село Мечешу-де-Сус.
Комуна розташована на відстані 198 км на захід від Бухареста, 46 км на південь від Крайови.

## Населення
За даними перепису населення 2002 року у комуні проживали 1699 осіб.
Національний склад населення комуни:
| Національність            | Кількість осіб | Відсоток |
| ------------------------- | -------------- | -------- |
| румуни                    | 1630           | 95,9%    |
| цигани                    | 58             | 3,4%     |
| не вказали національність | 11             | 0,6%     |

Рідною мовою назвали:
| Мова      | Кількість осіб | Відсоток |
| --------- | -------------- | -------- |
| румунська | 1644           | 96,8%    |
| циганська | 55             | 3,2%     |

Склад населення комуни за віросповіданням:
| Релігія       | Кількість осіб | Відсоток |
| ------------- | -------------- | -------- |
| православні   | 1698           | 99,9%    |
| п'ятдесятники | 1              | 0,1%     |

## Зовнішні посилання
- Дані про комуну Мечешу-де-Сус на сайті Ghidul Primăriilor